# 今出川通

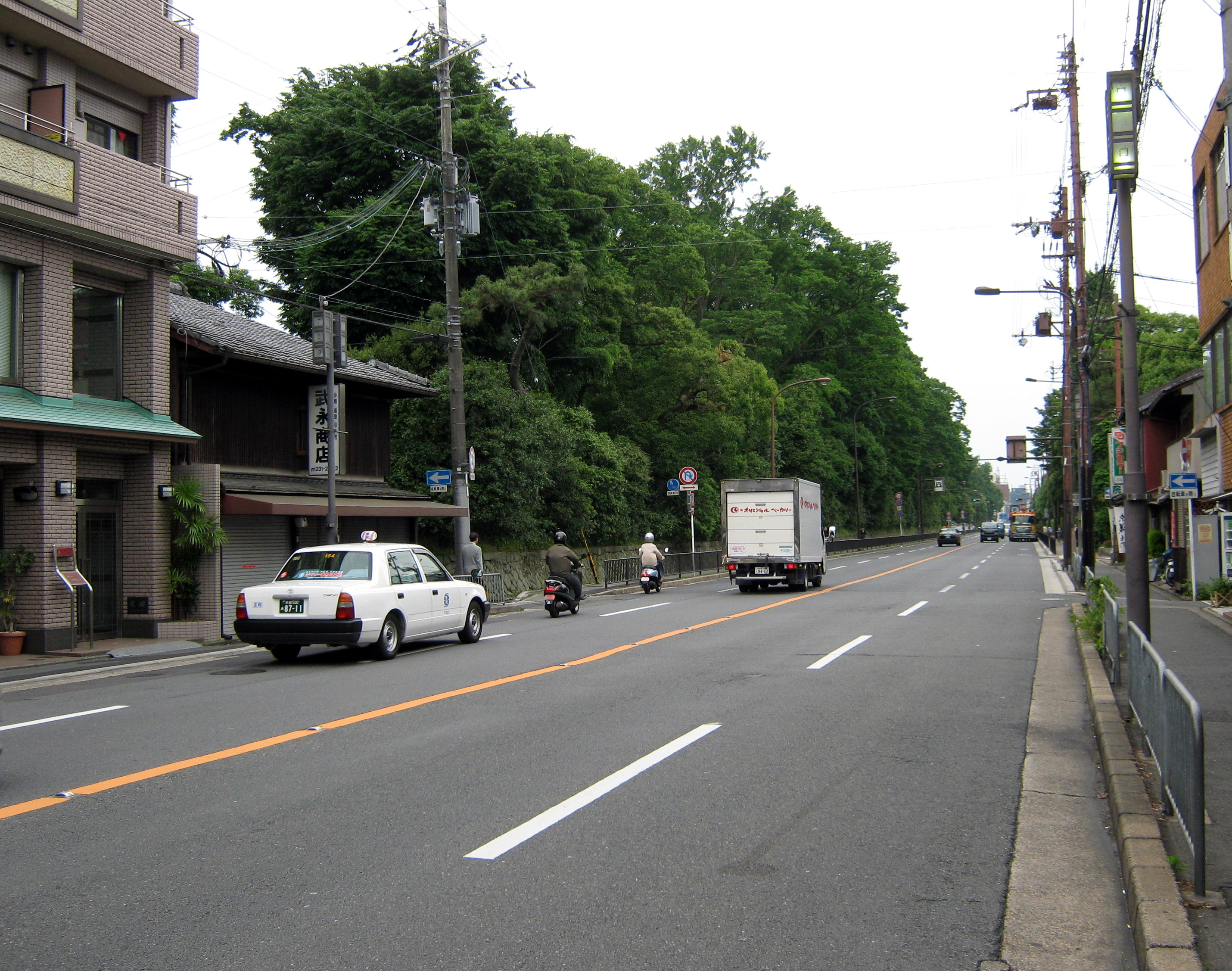
今出川通、寺町付近から西方向を見る

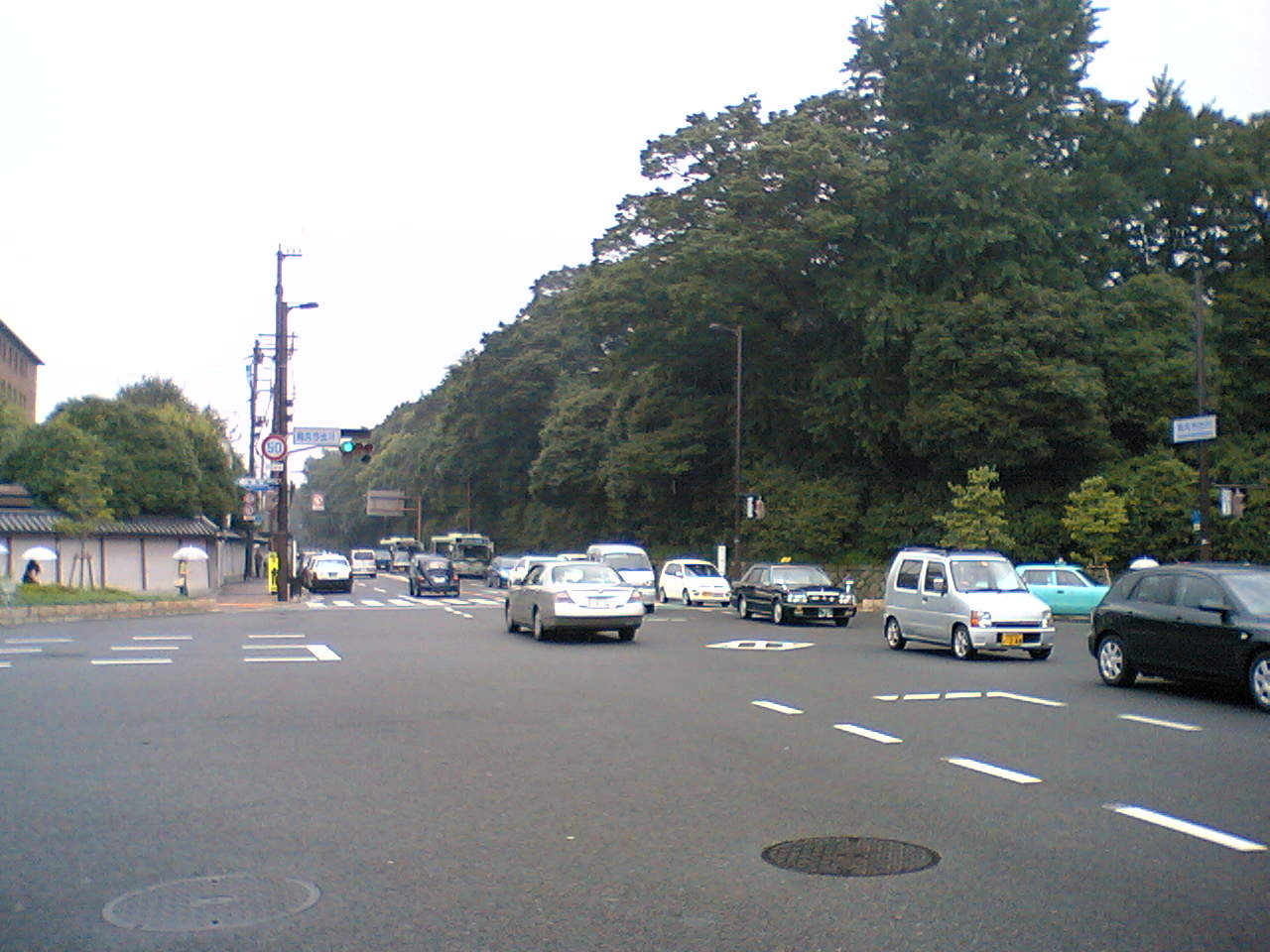
烏丸今出川交差点より東側を見る

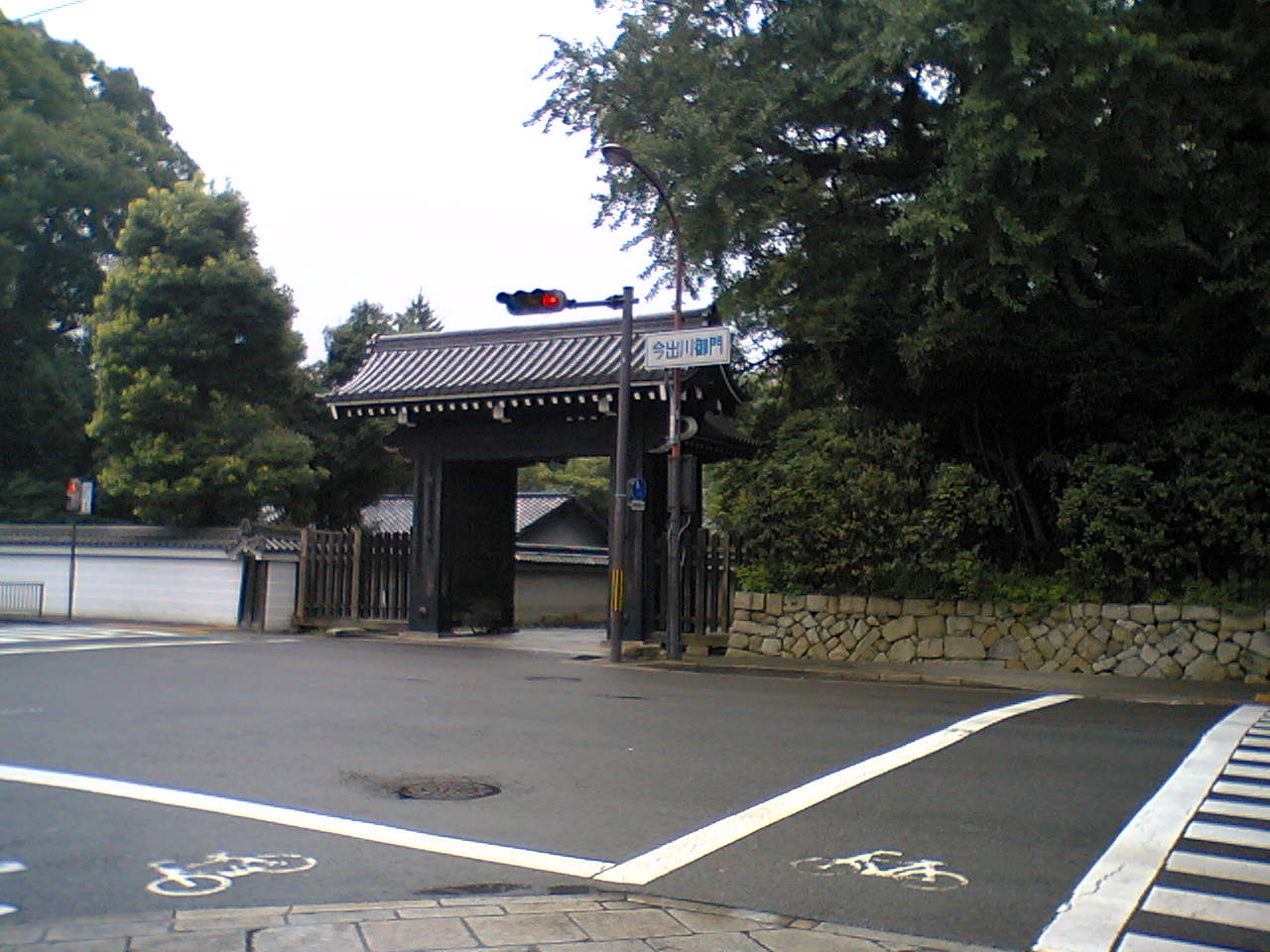
今出川御門

今出川通（いまでがわどおり）は京都市中心市街地北部の主要な東西の通りの一つ。
東は左京区銀閣寺町（銀閣寺門前）から、西は北区等持院西町（京福電気鉄道等持院・立命館大学衣笠キャンパス前駅のやや西にある等持院1号踏切の北）まで。全長約7km。

## 概要
沿道には京都大学、同志社大学、同志社女子大学、さらに足を伸ばせば京都府立医科大学、かつては立命館大学（現在は衣笠に移転）などもあり、古書店、や私設図書館なども見られ、特に東部は学生街の様相を呈している。
平安京の範囲からは北に外れているが、後に市街地が北東へ拡大したことにより街路が作られており、中世の北小路にほぼ該当するとされる。現在の京都御苑（京都御所）の北端を通る。
「今出川」の名前は鴨川分流の今出川が東洞院通から東京極大路（現在の寺町通）まで通りに沿って流れていたことに由来する。
近世には、東は鴨川河原より西は新町西入までであり、東の起点は「大原ロ」（大原からの道の京都への出入口の意）と呼ばれた。小川通以西は近世の須磨町通にあたる。この通りは現在の上七軒交差点から北に振れて進み北野天満宮東門に至っていた。
明治時代末の京都市三大事業により、烏丸通・千本通間において拡幅・市電（今出川線）敷設が行われ、その後京都市区改正設計により順次延伸された。鴨川から東は東今出川通とも呼ばれる。

## 沿道の主な施設
東から。「上ル」「下ル」は交差する通りを北または南へ入ることを意味し、今出川通には面していない。
- 慈照寺（銀閣寺）鹿ヶ谷通東入
- 京都大学 - 百万遍交差点（東大路通）南東角
- 百万遍交差点
- 京阪電気鉄道 - 出町柳駅 - 加茂大橋東詰（川端通）
- 加茂（賀茂）大橋（鴨川）
- 京都御苑 - 梨木通から烏丸通
- 同志社大学 同志社女子大学 同志社女子中学校・高等学校 - 烏丸今出川北東角
- 冷泉家 - 同上
- 相国寺 - 烏丸通東入上ル
- 京都市営地下鉄 - 今出川駅
- 上京区役所 - 衣棚通から新町通
- 白峯神宮 - 油小路通北西角
- 京都市考古資料館 - 黒門通北西角
- 西陣織会館 - 堀川通下ル
- 上七軒 - 七本松通から御前通の旧今出川通（上七軒通）一帯
- 北野天満宮 - 御前通北西角
- 京福電気鉄道 - 北野白梅町駅、等持院・立命館大学衣笠キャンパス前駅

## 交差する道路など
- 交差する道路などの特記がないものは市道。

| 交差する道路など 北←<今出川通>→南    | 交差する道路など 北←<今出川通>→南   | 交差する場所   | 交差する場所 | 路線番号  |                    |
| ------------------------------------ | ----------------------------------- | -------------- | ------------ | --------- | ------------------ |
| -                                    | ［哲学の道>                         | 左京区         |              | 府道101号 | 東↑ ∧今出川通∨ ↓西 |
| -                                    | ［鹿ヶ谷通>                         | 左京区         |              | 府道101号 | 東↑ ∧今出川通∨ ↓西 |
| 白川                                 | 白川                                | 左京区         | 西田橋       | 府道101号 | 東↑ ∧今出川通∨ ↓西 |
| 市道182号蹴上高野線 <白川通>         | 市道182号蹴上高野線 <白川通>        | 左京区         | 白川通今出川 | 府道101号 | 東↑ ∧今出川通∨ ↓西 |
|                                      | ［神楽岡通>                         | 左京区         |              | 府道101号 | 東↑ ∧今出川通∨ ↓西 |
| <志賀越道］                          | -                                   | 左京区         |              | 府道101号 | 東↑ ∧今出川通∨ ↓西 |
| 市道181号京都環状線 <東大路通>       | 市道181号京都環状線 <東大路通>      | 左京区         | 百万遍       | 府道101号 | 東↑ ∧今出川通∨ ↓西 |
| <川端通>                             | <川端通>                            | 左京区         | 川端今出川   | 府道101号 | 東↑ ∧今出川通∨ ↓西 |
| 高野川 賀茂川                        | 鴨川                                | 左京区         | 賀茂大橋     | 府道101号 | 東↑ ∧今出川通∨ ↓西 |
| 高野川 賀茂川                        | 鴨川                                | 上京区         | 賀茂大橋     | 府道101号 | 東↑ ∧今出川通∨ ↓西 |
| 府道32号下鴨京都停車場線 <河原町通>  | 府道32号下鴨京都停車場線 <河原町通> | 河原町今出川   |              | 府道101号 | 東↑ ∧今出川通∨ ↓西 |
| <寺町通>                             |                                     |                |              | 府道101号 | 東↑ ∧今出川通∨ ↓西 |
| 国道367号 <烏丸通>                   | 国道367号 <烏丸通>                  | 烏丸今出川     |              | 府道101号 | 東↑ ∧今出川通∨ ↓西 |
| <新町通>                             | <新町通>                            | 今出川新町     |              | 府道101号 | 東↑ ∧今出川通∨ ↓西 |
| 府道38号京都広河原美山線 <堀川通>    | 府道38号京都広河原美山線 <堀川通>   | 堀川今出川     |              | 府道101号 | 東↑ ∧今出川通∨ ↓西 |
| <智恵光院通>                         | <智恵光院通>                        | 今出川智恵光院 |              | 府道101号 | 東↑ ∧今出川通∨ ↓西 |
| 府道31号西陣杉坂線 <千本通>          | <千本通>                            | 千本今出川     |              | 府道101号 | 東↑ ∧今出川通∨ ↓西 |
| <旧七本松通］ <七本松通> <上七軒通］ | <七本松通>                          | 上七軒         |              | 府道101号 | 東↑ ∧今出川通∨ ↓西 |
| <御前通> <今小路通>                  | <今小路通> ［中立売通> <御前通>     | 北野天満宮前   |              | 府道101号 | 東↑ ∧今出川通∨ ↓西 |
| 天神川                               | 天神川                              | 北野橋         |              | 府道101号 | 東↑ ∧今出川通∨ ↓西 |
| 天神川                               | 天神川                              | 北野橋         | 北区         | 府道101号 | 東↑ ∧今出川通∨ ↓西 |
| 市道181号京都環状線 <西大路通>       | 市道181号京都環状線 <西大路通>      | 北野白梅町     |              | 府道101号 | 東↑ ∧今出川通∨ ↓西 |
| 市道181号京都環状線 <西大路通>       | 市道181号京都環状線 <西大路通>      | 北野白梅町     | -            |           | 東↑ ∧今出川通∨ ↓西 |
| <馬代通>                             |                                     |                |              |           | 東↑ ∧今出川通∨ ↓西 |

## LRT導入構想社会実験
京都市は日本を代表する国際観光地であり、全国各地から多くの観光客が訪れる。しかしながら京都市内（とりわけ洛中地域）では交通渋滞の慢性化が社会問題となっており、今出川通も例外ではない。この渋滞問題を緩和するためにLRT構想が立ちあげられ、大環状線、東大路通線などが立案された。その中で社会実験の実験線として今出川線が選ばれた。
その理由としては、次の三点が挙げられる。
- 特に金閣などのある白梅町地域と銀閣のある北白川地域の両観光地地区を行き来するには要と言える道路であるうえ、その途中の烏丸今出川には京都御所や同志社大学、百万遍には京都大学と、主要施設が林立しており、交通量が多いこと。
- この区間が結ばれた場合、叡山電鉄（京阪電車）と京福北野線の相互乗り入れが可能になり、採算性が高いとみなされること。
- この区間が結ばれた場合、幅の狭い今出川通周辺住民・商店に与える影響が大きいと思われるため、その検証をする必要があること。

これらの点を考慮し、2007年1月24日に今出川通の白梅町～出町柳間での交通実態の調査が行われた。
しかしながらこの調査の結果、車両幅員のせまい今出川通（特に烏丸今出川付近）ではかえって渋滞が悪化したうえ、悪影響が出たという実験後の市民アンケートの結果が出ている。更に、周辺住民の反対運動もあることから、実験以降LRT導入実現への具体的な動きはない。2010年には見通しが立たないことを理由に推進団体が解散の意向を示したとの報道がなされた。
社会実験に至る過程、また構想そのものに関する事項は、京都市LRT構想を参照。